# Itzatlán
Itzatlán är en ort i Mexiko.   Den ligger i kommunen Tlacuilotepec och delstaten Puebla, i den sydöstra delen av landet, 160 km nordost om huvudstaden Mexico City. Itzatlán ligger 843 meter över havet och antalet invånare är 933.
Terrängen runt Itzatlán är bergig åt sydväst, men åt nordost är den kuperad. Runt Itzatlán är det ganska tätbefolkat, med 179 invånare per kvadratkilometer. Närmaste större samhälle är Xicotepec de Juárez, 7,0 km söder om Itzatlán. Omgivningarna runt Itzatlán är en mosaik av jordbruksmark och naturlig växtlighet.